# Оливковошапочный кустарниковый топаколо
Оливковошапочный кустарниковый топаколо (лат. Melanopareia maximiliani) — вид птиц из монотипического семейства Melanopareiidae. Выделяют три подвида. Распространён в Аргентине, Боливии и Парагвае. Видовое название дано в честь немецкого натуралиста Максимилиана Вид-Нойвида (нем.  Alexander Philipp Maximilian zu Wied-Neuwied, 1782—1867).

## Описание

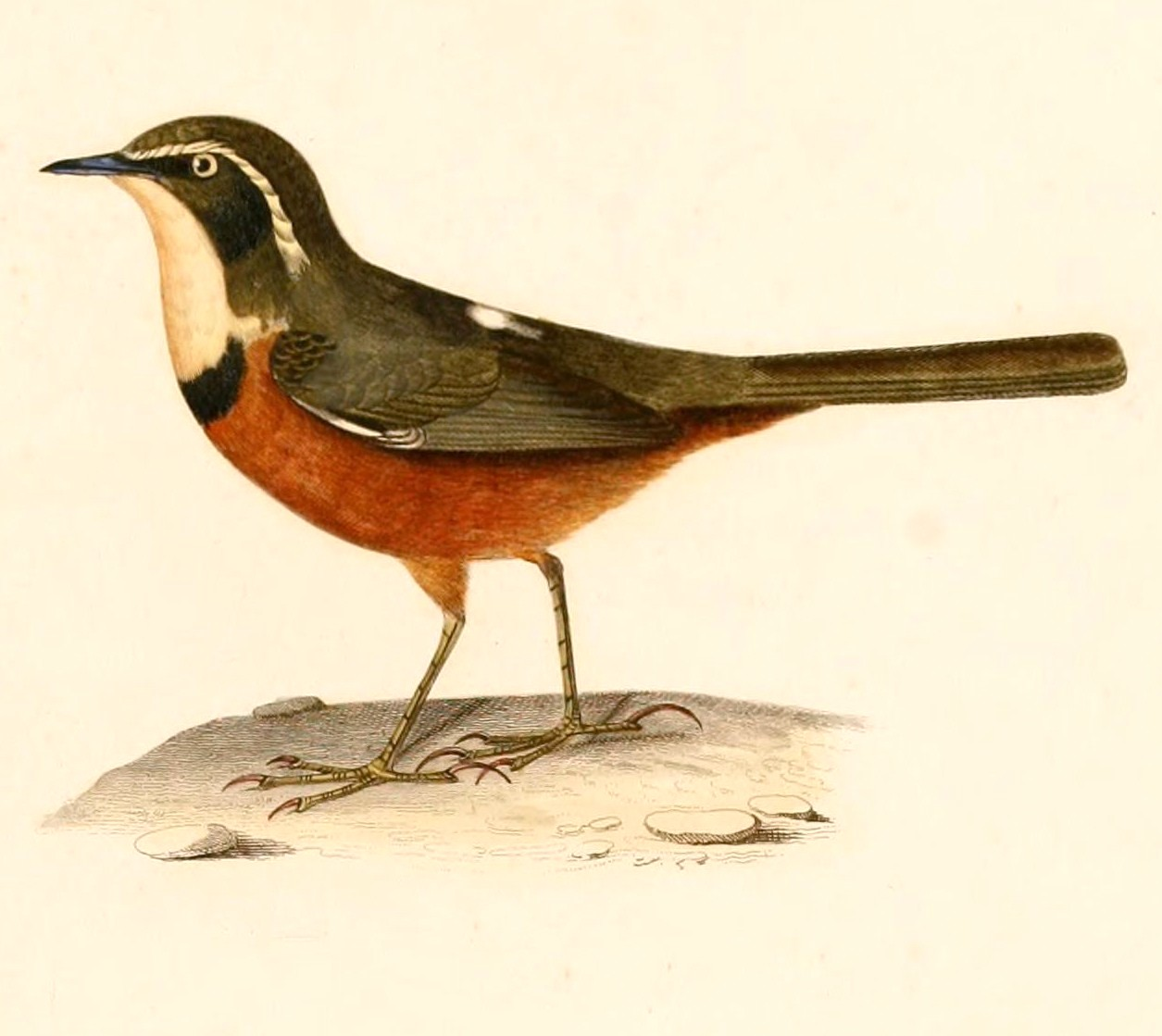
Рисунок д’Орбиньи, 1847

Оливковошапочный кустарниковый топаколо — небольшая птица длиной 15 см и массой от 16,7 до 18,2 г; с длинным хвостом и относительно длинными лапами. У номинативного подвида лоб, макушка, затылок, верхняя часть тела, крылья и хвост оливково-серые; горло и узкая бровь охристо-жёлтые; грудь и брюхо ржаво-коричневого цвета, подхвостье серовато-коричневое. Лицевая маска черноватая. Между горлом и грудью проходит чёрная поперечная полоса в форме полумесяца. В центре спины есть беловатое круглое пятно, которое хорошо видно при расправленных крыльях.
Окраска оперения у подвида M. m. argentina сходна с номинативным, но нижняя часть тела более бледная. M. m. pallida еще бледнее, на горле больше цвета корицы, чем желтовато-коричневого, а маска на лице более светлая.
Вокализация представлена двумя песнями: серия звуков «chuck» и серия «chi». Позывка — короткое chit chuck

## Места обитания и биология
Оливковошапочный кустарниковый топаколо обитает на сухих пастбищах с редкими кустарниками и деревьями, реже на склонах гор и на опушках сухих лесов; встречается на высоте от 1200 до 2950 м над уровнем моря.
Добывает пищу поодиночке или парами, прыгая по земле или низким ветвям кустарников. Состав рациона не описан.
Сезон размножения в Аргентине продолжается с сентября по декабрь. Гнездо шаровидной формы, сооружённое из веток и растительных волокон, располагается на земле или между низкими ветками кустарников. В кладке два или три яйца.

## Подвиды и распространение
Выделяют три подвида:
- M. m. maximiliani (d'Orbigny, 1835) — запад Боливии
- M. m. argentina (Hellmayr, 1907) — центр Боливии и северо-запад Аргентины
- M. m. pallida Nores & Yzurieta, 1980 — юго-восток Боливии, запад Парагвая и север Аргентины